# 鞍斑眼瓣胎䲁
鞍斑眼瓣胎鳚（學名：Xenopoclinus leprosus），為輻鰭魚綱䲁形目胎䲁科眼瓣胎鳚屬的一個種，分布於東南大西洋南非橘河至阿爾哥亞灣海域，本魚體延長，頭部和身體前部呈白色，從背部到眼睛和臉頰有沙色區塊，身體其餘部分呈淺棕色至深紅棕色，上面有大片白色鞍狀紋，背鰭硬棘31-36枚、背鰭軟條7-12枚、臀鰭硬棘2枚、臀鰭軟條28-34枚，體長可達8公分，棲息在沙石底質水域，通常將身體埋入沙石中，只露出頭頂及雙眼，雌魚產附著性卵，雄魚會守護卵，幼魚為浮游性，生活習性不明。